# 2012年ロンドンオリンピックのカメルーン選手団
2012年ロンドンオリンピックのカメルーン選手団（2012ねんロンドンオリンピックのカメルーンせんしゅだん）は、2012年7月27日から8月12日にかけてイギリスの首都ロンドンで開催された2012年ロンドンオリンピックのカメルーン選手団、およびその競技結果。

## 概要
今大会は銅メダル1個を獲得した。
ウエイトリフティング女子75kg級でマディアス・ネゼッソが銅メダルを獲得した。ネゼッソは当初6位で競技を終えたが、2016年にロンドンオリンピックのサンプルを再検査し、女子75kg級でメダルを獲得した3名がドーピング検査で陽性となり3人とも剥奪され、繰り上がりでの銅メダル獲得となった。

## メダル
| メダル | 選手名               | 競技                 | 種目       |
| ------ | -------------------- | -------------------- | ---------- |
| 銅     | マディアス・ネゼッソ | ウエイトリフティング | 女子75kg級 |